# Mark H. McCormack Medal
Die Mark H. McCormack Medal wird jährlich vom The Royal and Ancient Golf Club of St Andrews an den führenden Spieler der World Amateur Golf Ranking nach dem letzten „Elite“-Turnier der Saison verliehen. Die Auszeichnung ist nach dem World Golf Hall of Famer Mark McCormack benannt, der ein Förderer des Golfsports und Gründer von IMG war.
Im Jahre 2011 wurde die Neuseeländerin Lydia Ko mit der ersten Mark H. McCormack Medaille für Frauen ausgezeichnet, eine Trophäe, die sie 2012 und 2013 behielt.
Seit 2012 erhält der Vorjahressieger bei den Herren eine Einladung zu den U.S. Open und The Open Championship, sofern er Amateur bleibt.

## Gewinner

### Männer
Die Medaille wird an den männlichen Spieler vergeben, der in der Woche nach dem U.S. Amateur oder dem European Amateur, je nachdem, was zuletzt gespielt wird, auf Platz 1 der World Amateur Golf Ranking steht.
| Jahr | ! Sieger            | Land               |
| ---- | ------------------- | ------------------ |
| 2024 | Luke Clanton        | Vereinigte Staaten |
| 2023 | Gordon Sargent      | Vereinigte Staaten |
| 2022 | Keita Nakajima      | Japan              |
| 2021 | Keita Nakajima      | Japan              |
| 2020 | Takumi Kanaya       | Japan              |
| 2019 | Cole Hammer         | Vereinigte Staaten |
| 2018 | Braden Thornberry   | Vereinigte Staaten |
| 2017 | Joaquín Niemann     | Chile              |
| 2016 | Maverick McNealy    | Vereinigte Staaten |
| 2015 | Jon Rahm            | Spanien            |
| 2014 | Ollie Schniederjans | Vereinigte Staaten |
| 2013 | Matt Fitzpatrick    | England            |
| 2012 | Chris Williams      | Vereinigte Staaten |
| 2011 | Patrick Cantlay     | Vereinigte Staaten |
| 2010 | Peter Uihlein       | Vereinigte Staaten |
| 2009 | Nick Taylor         | Kanada             |
| 2008 | Danny Lee           | Neuseeland         |
| 2007 | Colt Knost          | Vereinigte Staaten |

### Frauen
Die Medaille wird an die Spielerin vergeben, die in der Woche nach der U.S. Women’s Amateur, dem letzten WAGR-Elite-Event der Saison, auf Platz 1 der World Amateur Golf Ranking steht.
| Jahr | ! Siegerin      | Land               |
| ---- | --------------- | ------------------ |
| 2024 | Lottie Woad     | England            |
| 2023 | Ingrid Lindblad | Schweden           |
| 2022 | Rose Zhang      | Vereinigte Staaten |
| 2021 | Rose Zhang      | Vereinigte Staaten |
| 2020 | Rose Zhang      | Vereinigte Staaten |
| 2019 | Andrea Lee      | Vereinigte Staaten |
| 2018 | Jennifer Kupcho | Vereinigte Staaten |
| 2017 | Leona Maguire   | Irland             |
| 2016 | Leona Maguire   | Irland             |
| 2015 | Leona Maguire   | Irland             |
| 2014 | Minjee Lee      | Australien         |
| 2013 | Lydia Ko        | Neuseeland         |
| 2012 | Lydia Ko        | Neuseeland         |
| 2011 | Lydia Ko        | Neuseeland         |